# 일광지성
《일광지성》(日光之城)은 2024년 방송되었던 중국의 드라마이다.

## 소개
- 뜨거운 땅 티베트에서 자아를 찾고 꿈을 좇는 여섯 젊은이들의 이야기

## 등장 인물
- 주유 (周游) - 쒀랑 역
- 양수조 (杨秀措) - 다젠 역
- 장동 (张桐) - 쉬샤오지에 역
- 왕탁조 (旺卓措) - 취종 역
- 다포걸 (多布杰) - 투덩 역
- 엄효빈 (严晓频) - 차오옌주 역
- 시안 (是安) - 인웨이 역
- 반마가 (班玛加) - 자시 역